# Niesholz
Das Niesholz (Ptaeroxylon obliquum) ist die einzige Art der Pflanzengattung Ptaeroxylon innerhalb der Familie der Rautengewächse (Rutaceae). Sie kommt aus dem südlichen Afrika, Angola, Botswana, Südafrika, Mosambik, Tansania, Simbabwe und Namibia.

## Trivialname
Der Trivialname Niesholz rührt daher, dass wenn man geraspelte Holz- oder Sägespäne von frischem Holz unter die Nase hält, oft ein Niesreiz ausgelöst wird. Diese Art wird auch als Capensisches oder Kap-Mahagoni bezeichnet. In Südafrika wird das Holz als Nieshout oder Sneezewood bezeichnet.

## Beschreibung

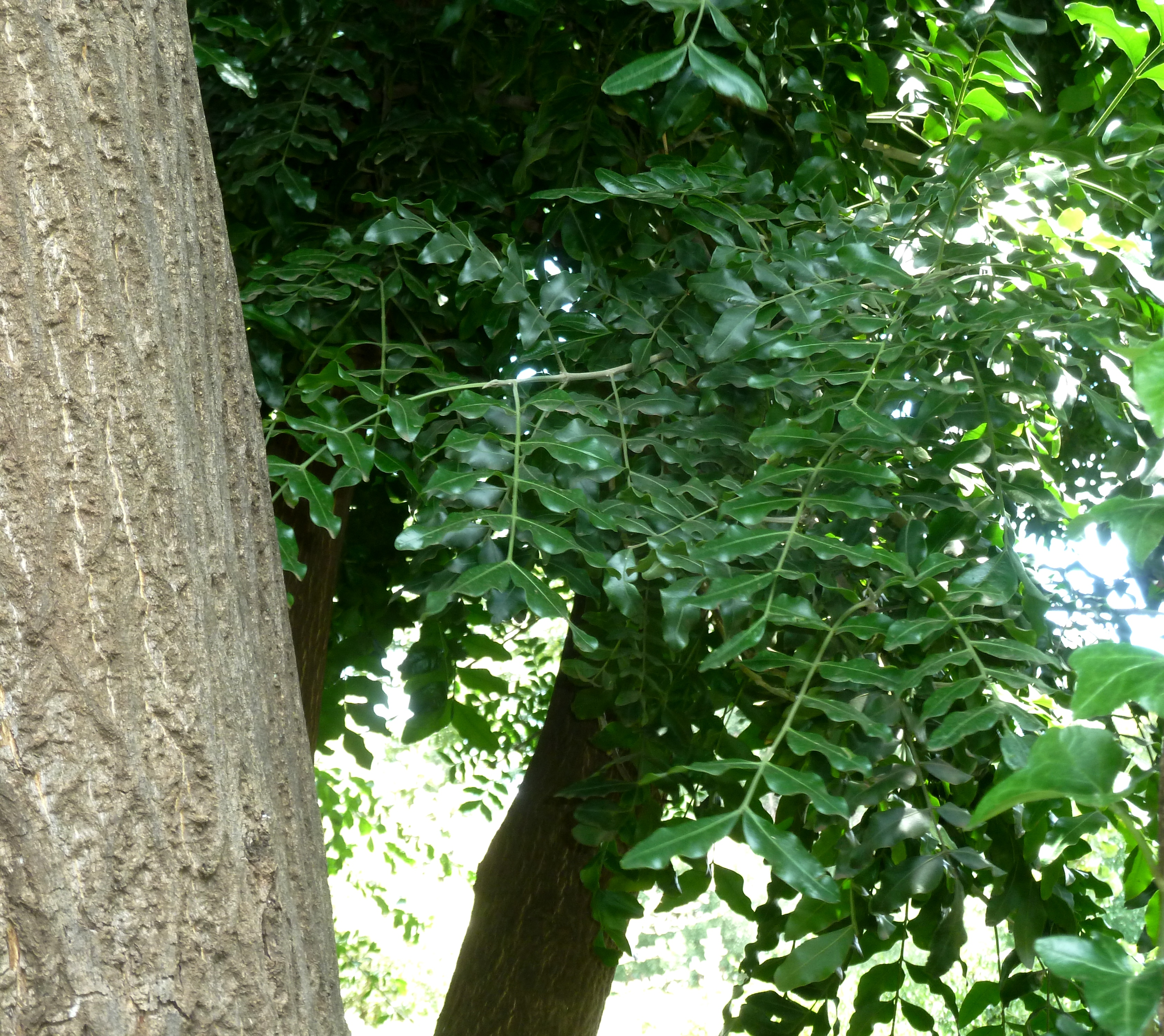
Laubblätter

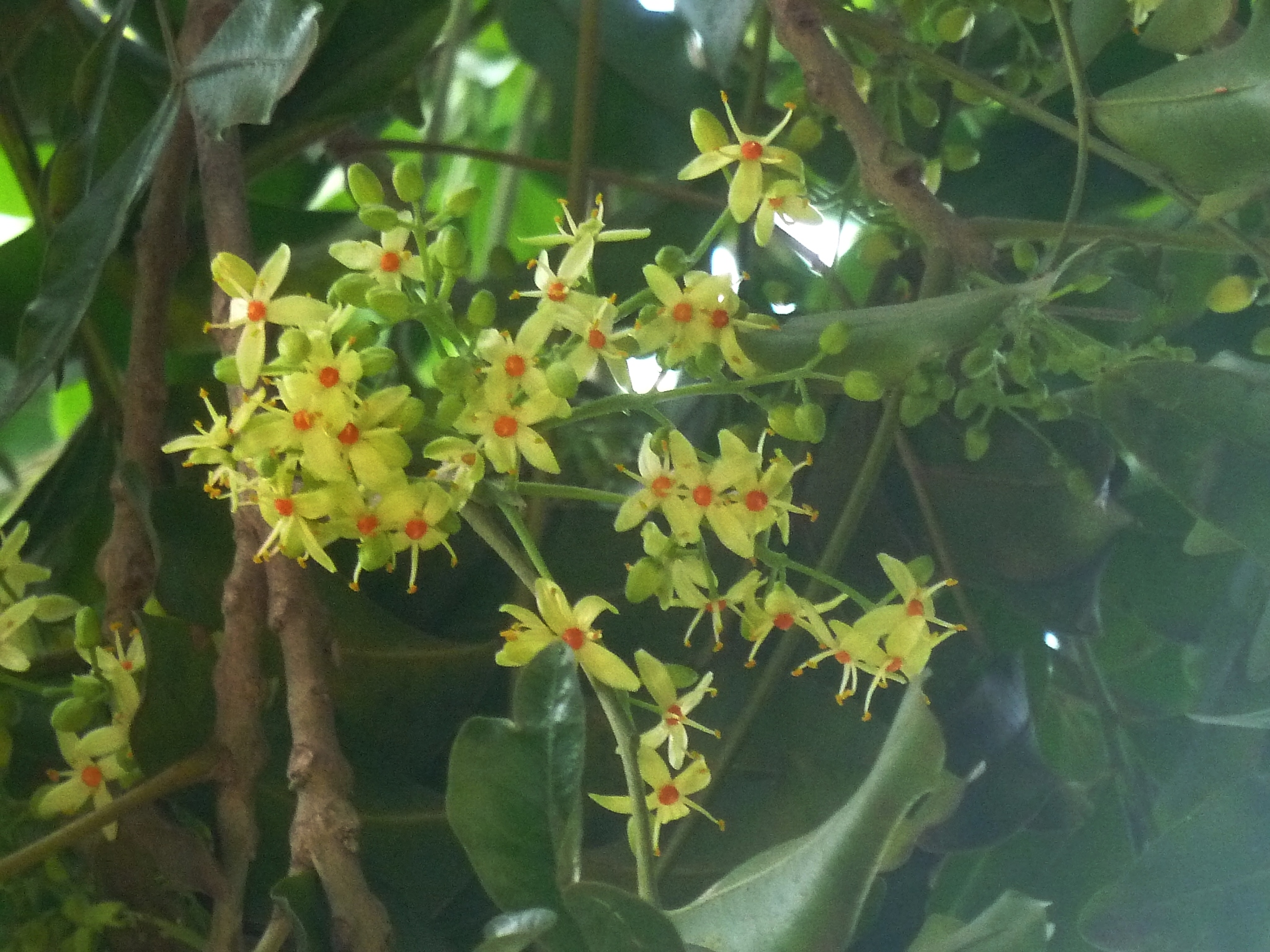
Männlicher Blütenstand

Ptaeroxylon obliquum wächst als laubabwerfender bis halbimmergrüner Strauch oder Baum und erreicht Wuchshöhen bis über 15 Meter, manchmal bis über 20 Meter. Der  Stammdurchmesser erreicht über 50 Zentimeter, manchmal auch über 1 Meter. Die bräunliche bis gräuliche Borke ist rissig bis feinfurchig oder manchmal abblätternd.
Die meist gegenständigen, gestielten Laubblätter sind paarig gefiedert und die Rhachis ist leicht geflügelt bis rinnig. Die ledrigen, bis 6 Zentimeter langen, ganzrandigen, oft welligen, eiförmigen bis verkehrt-eiförmigen oder elliptischen und kurz gestielten bis fast sitzenden, bis zu 22 Blättchen mit meist ungleicher, schräger Spreite sind stumpf bis rundspitzig oder abgerundet bis eingebuchtet, seltener spitz und öfters stachelspitzig. Die Blättchenbasis ist meist keilförmig. Die Blätter sind leicht fein behaart bis kahl. Nebenblätter fehlen.
Ptaeroxylon obliquum ist zweihäusig diözisch. Es werden kurze, achselständige, dichte und rispige oder thyrsige Blütenstände gebildet. Die kleinen, kurz gestielten und funktionell eingeschlechtlichen Blüten sind meist vier- bis fünfzählig und gelb bis gelb-grün mit doppelter Blütenhülle. Der Kelch ist nur sehr klein und die etwa 5 Millimeter langen Petalen sind länglich bis elliptisch. Es sind vier bis fünf kurze Staubblätter oder Staminodien mit Antheroden ausgebildet. Der zweikammerige und abgeflachte Fruchtknoten oder Pistillode ist oberständig mit kurzem Griffel mit gelappter Narbe. Es ist ein auffälliger, oranger und kissenförmiger, leicht gelappter Diskus vorhanden.
Es werden kleine und zweisamige, zweiteilige, vierklappige, geaderte, bis 2 Zentimeter große, zusammengedrückt verkehrt-ei- bis herzförmige Kapselfrüchte gebildet. Die flachen Samen sind einseitig geflügelt und bis zu 1,8 Zentimeter lang.

## Taxonomie
Das Basionym Rhus obliqua (als obliquum, weil aber Rhus feminin ist, später korrigiert) wurde 1818 von Carl Peter Thunberg in Fl. Cap. 2: 224 erstbeschrieben. 1890 (1891) stellte Ludwig Radlkofer in Sitzungsber. Math.-Phys. Cl. Königl. Bayer. Akad. Wiss. München 20: 165 die Art in die Gattung Ptaeroxylon als Ptaeroxylon obliquum. Die Gattung Ptaeroxylon wurde 1835 von Christian Friedrich Ecklon und Carl Ludwig Philipp Zeyher in Enum. Pl. Afric. Austral.: 54 aufgestellt.
Synonyme sind: Kirkia lentiscoides Engl., Harrisonia lentiscoides (Engl.) F.Boas, Ptaeroxylon utile Eckl. & Zeyh.  und Ptaeroxylon utile f. robustum Szyszył.

## Verwendung

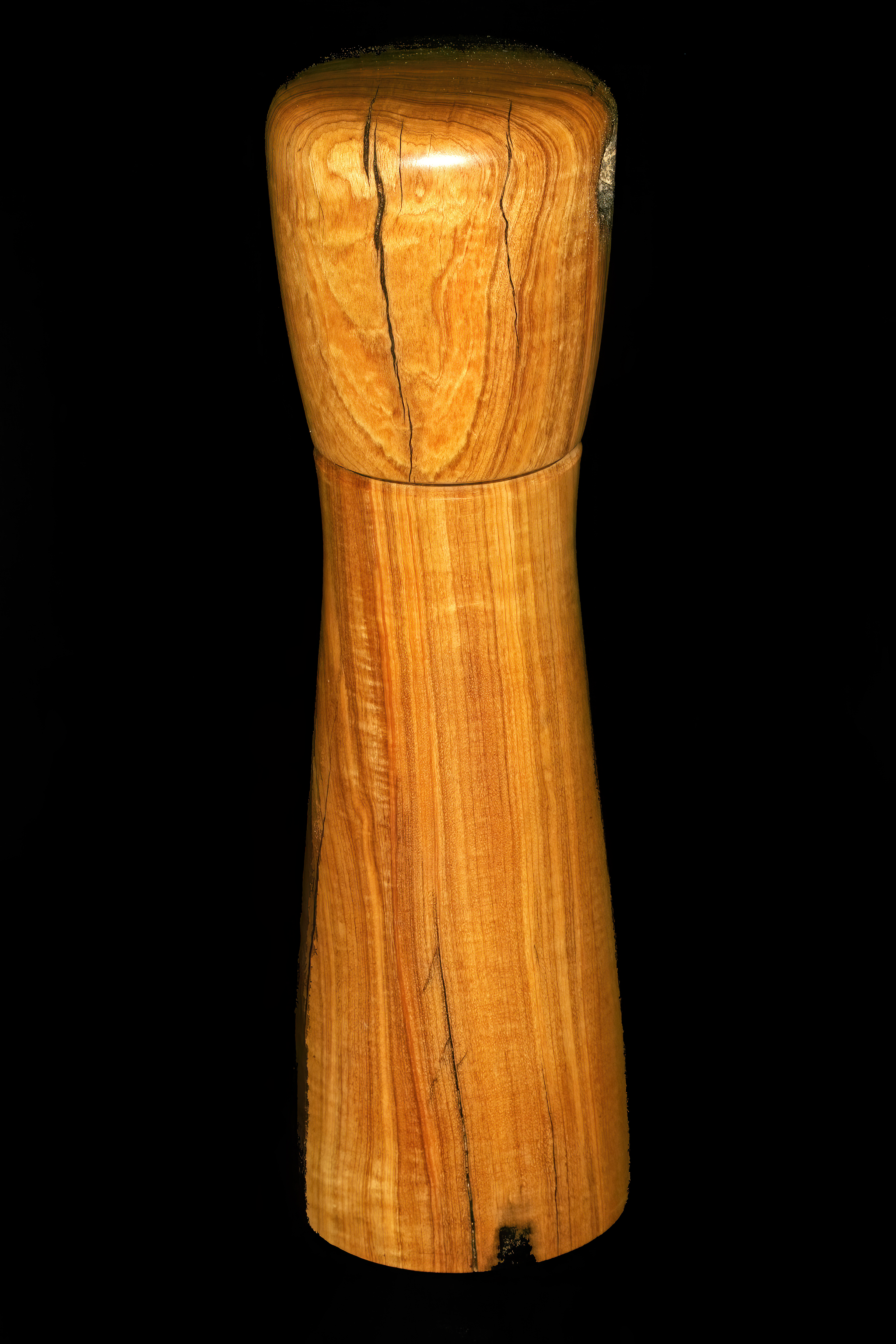
Holz

Das schöne, aromatische und sehr schwere, sehr beständige und haltbare Holz wird für verschiedene Anwendungen genutzt, auch z. B. für Xylophone. Das ölige Holz ist leicht entflammbar, es eignet sich daher gut als Brennstoff oder als Zündmaterial.
Das Holz dient als Insektizid, wie auch der Rauch von brennendem Holz. Rinde und Sägespäne werden auch zu medizinischen Zwecken oder als Niespulver bzw. Schnupftabak genutzt. Aus dem Holz kann ein Harz gewonnen werden, welches medizinisch oder als Pestizid verwendet wird.